# Pamhule Skov
Pamhule Skov är den största av de statsägda skogarna i Danmark . Den ligger i Sönderjylland, har en yta på 355 hektar och gränsar i öster till Haderslev dyrehave. Skogen, som ligger vid västra delen av  Haderslev Dam och gränsar till flera skogsområden mot nordväst,  ingår i Natura 2000-området Pamhule Skov og Stevning Dam. År 2018 utsågs 101 hektar till naturskog.
Vid Hindenade Sø, i norra delen av skogen, finns ett rikt fågelliv och längs Bibækken finns bland annat kungsfågel och på öarna i Hindemade Sø häckar mängder av sjöfåglar som lockar till sig havsörn.
Bland andra fågelarter kan nämnas; bivråk, forsärla, strömstare, gröngöling, större hackspett, spillkråka, gråhäger, duvhök, ormvråk, sparvhök och röd glada.